# 読売ジャイアンツ球場
読売ジャイアンツ球場（よみうりジャイアンツきゅうじょう）は、神奈川県川崎市多摩区のよみうりランド内にある野球場。プロ野球・読売ジャイアンツ（巨人）の練習場で、グラウンド3塁側には室内練習場やクラブハウス・トレーニング棟・寮などの施設が併設されている。
室内練習場の外壁には「読売ジャイアンツ球場 in よみうりランド」の文字盤が設置されており、通称はよみうりランドやランドと呼ばれている。
2025年の開幕前まで二軍（イースタン・リーグ）の本拠地で、以降は三軍 (育成選手)および女子チームとU15ジュニアユースが練習や試合などで継続的に使用する。
2025年より二軍の本拠地として使用されているジャイアンツタウンスタジアム（日程表での略称：Gタウン）は当球場と別の施設であり、直線距離で600mほど離れている。

## 歴史

### 開場まで
巨人はそれまで、練習やファーム公式戦については東京都大田区の多摩川左岸河川敷にあった「巨人軍多摩川グラウンド」を使用していた。しかし多摩川グラウンドは立地上、雨天時の使用が困難であるなど、次第に施設の不備が指摘されるようになった。さらに土地は国有地（管理者は当時の建設省、現国土交通省）であり、施設拡充は非常に困難な状況となっていた。
そこで球団はより充実した練習環境を整えるべく、東京都と神奈川県の都県境付近に位置する「よみうりランド」内にある「よみうりランド会館」（スキージャンプ競技施設「読売シャンツェ」跡）横の敷地内に球団施設を移転することを決定。整備が進められ、屋内練習場が1984年に、球場は翌1985年秋にそれぞれ完成。翌1986年から、イースタン・リーグ公式戦の巨人主催試合は主にこのジャイアンツ球場で開催されるようになった。その後は合宿所も設けられた。

### 開場後
開場当初は観覧設備が不十分でファンから不評だったが、近年になって球場設備の改善が行われており、2001年から2002年にかけてブルペンの増設、観客席の改築などを行い、2003年には磁気反転式スコアボードを設置。2005年にはネット裏スタンドが整備され、約4,000人の観客を収容することが可能となっている。（2023年時点で、後述の建設工事によりレフト側の席数を減席している。実数は公表されておらず不明である。）
巨人がこうしてファーム育成施設を充実させたことが先鞭を付け、他球団も追随してそれまでプロ野球界ではあまり重要視されていなかった育成施設への設備投資を積極的に行うようになった。その充実した環境は、かつては「他球団の一軍よりも素晴らしい」と言われ、個人使用で野茂英雄が練習に使ったというエピソードもある。
2006年にはNHK教育テレビの番組『ピタゴラスイッチ』の「アルゴリズムたいそう」の撮影が行われ、巨人の4投手が、お笑いコンビのいつもここからと共演した。
開場以来ナイター設備は備えていなかったが、2011年3月に完成した。これに伴い、2011年から一部の夏季平日開催で薄暮デーゲーム（16時開始）を数試合開催してきたが、2023年は6-9月にかけて、18時開始のナイター12試合を初めて行う。これには、1軍と同じようにナイターでの試合勘を体験できる他、夏季の高温多湿の環境での試合の質の低下の抑制、ファンの増大という効果が期待されるという。
本球場から徒歩10分程度の東京都稲城市の南山東部地区に「TOKYO GIANTS TOWN」を建設し、この中に建設される新球場に二軍の本拠地を移転することが2016年10月24日に発表された。なお当初は2023年3月開業予定だったが、球場周辺の商業施設建設によみうりランド株式会社も関わることになり、新球場は予定より2年遅れの2025年3月完成予定となった。これに伴い本球場は主に三軍用のグラウンドとして用いられる予定である。また、23年秋を完成目標にレフト側に選手寮を新設し、トレーニング施設だけでなく動作解析設備なども常設する。なお、新球場は2025年3月1日に開業した。
使用チーム
主に三軍の練習及び試合を行っており、2021年から女子チーム、2024年から多摩川ボーイズが本拠地として、プロが使用していない時間帯の練習に当球場やトレーニング棟を使用する。なお、二軍の試合の一部は本球場で行われる。

## 施設概要
- 内野：クレー舗装、外野：天然芝

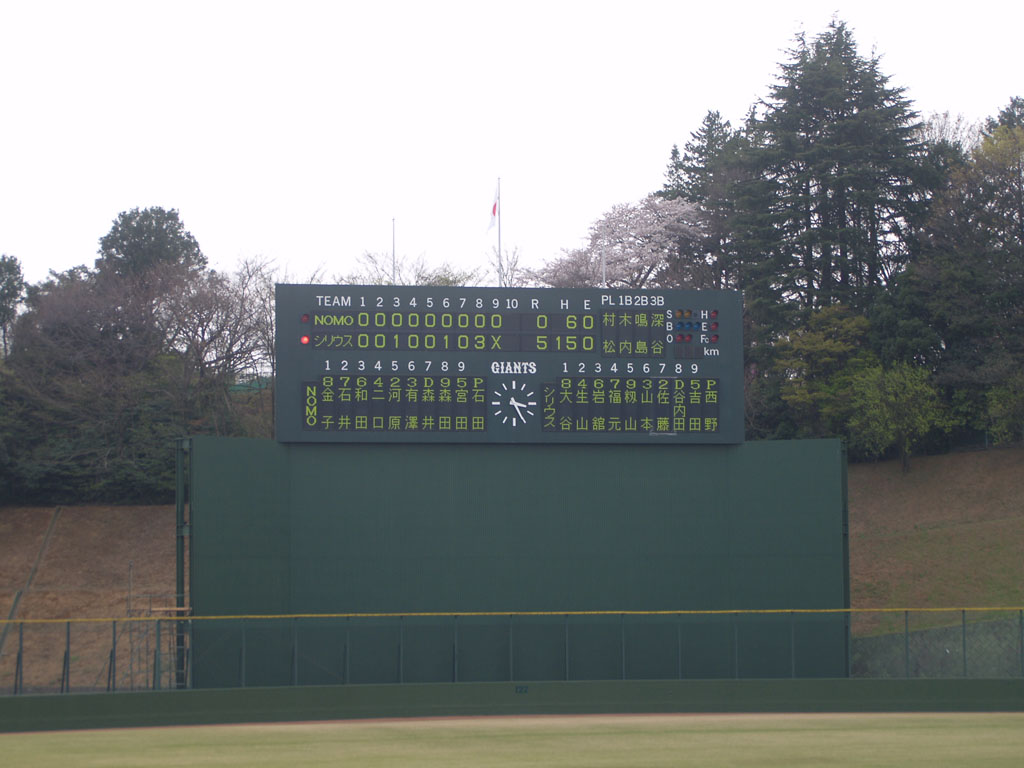
磁気反転式スコアボード（2009年）

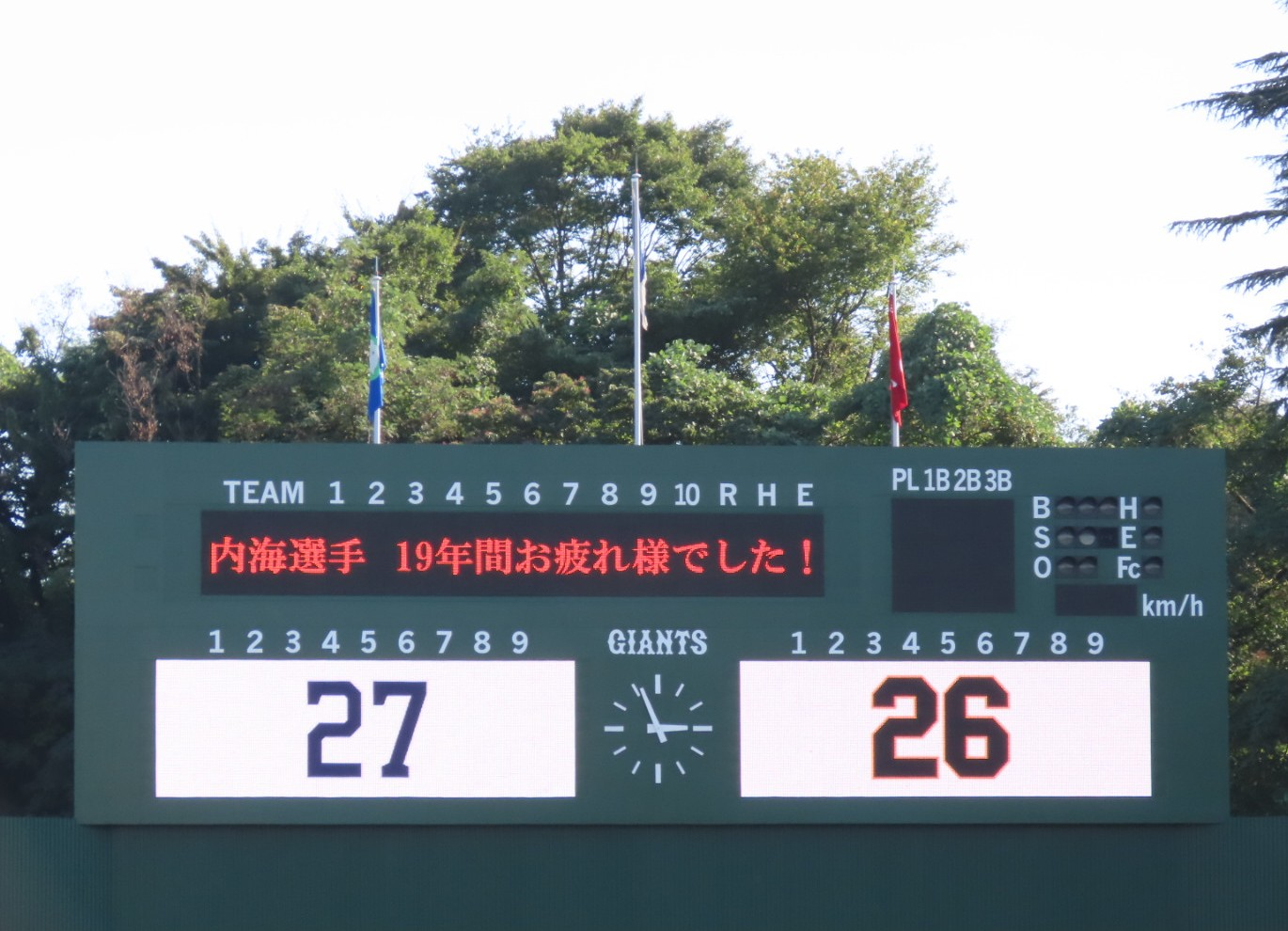
LEDフルカラー電光スコアボード(2022年)

- 両翼：97.6m、中堅：121.9m、面積：12,776m2[11]
- 照明：LED（2024シーズンから）
  - 2023年シーズンまで水銀灯。
- スコアボード：LED式フルカラー電光掲示板（フリーボード型4面）（パナソニックEWエンジニアリング製[12]、球速表示あり、静・動画対応あり）
  - 2002年まではパネル式（得点表示のみ）
  - 2021年までは磁気反転式（富士通フロンテック製[13]、球速表示あり）
- バックネット裏観客席の最上段通路にSBO等の信号と球速表示あり
- 収容人員：2,610人（YouTubeチャンネル、スポーツライブプラスの『読売ジャイアンツファーム施設をぶらり旅【真中満が行く！】』で紹介）
- 二軍などの公式戦は入場料は有料（席はブロックごとに金額は異なる）[14]。また社会人・クラブチームとの交流戦など非公式試合については無料。
- 売店・自動販売機あり。応援グッズや軽食、ドリンクなどを購入することができる。
- 昔は芝生席があったが、現在はバックネット裏と一塁側、三塁側全てベンチ席になっている。一部に芝生の部分は残っているが現在は非開放。一般には左右翼のスタンドを指す外野席は、左翼側にサブグラウンド（練習）、右翼側にブルペンがあるため、1・3塁側のポールから内野寄りの所を指す[15]。（2022年現在、3塁側からレフト方向の外野席は座席改修中）
- 丘陵地に立地していて一塁側後ろの崖上が出入口、レフト側フェンスの奥がすぐに崖になっている。
- 2011年度より外野フェンス・バックネット裏に企業広告を設置した。
- 2020年3月4日より、室内練習場に近い三塁側ダッグアウトをホーム側が使用している[16]。2022年からは、一塁側ホームに戻している。ただし、巨人三軍がホームゲームを行う際は一塁側を使用する。

## 交通

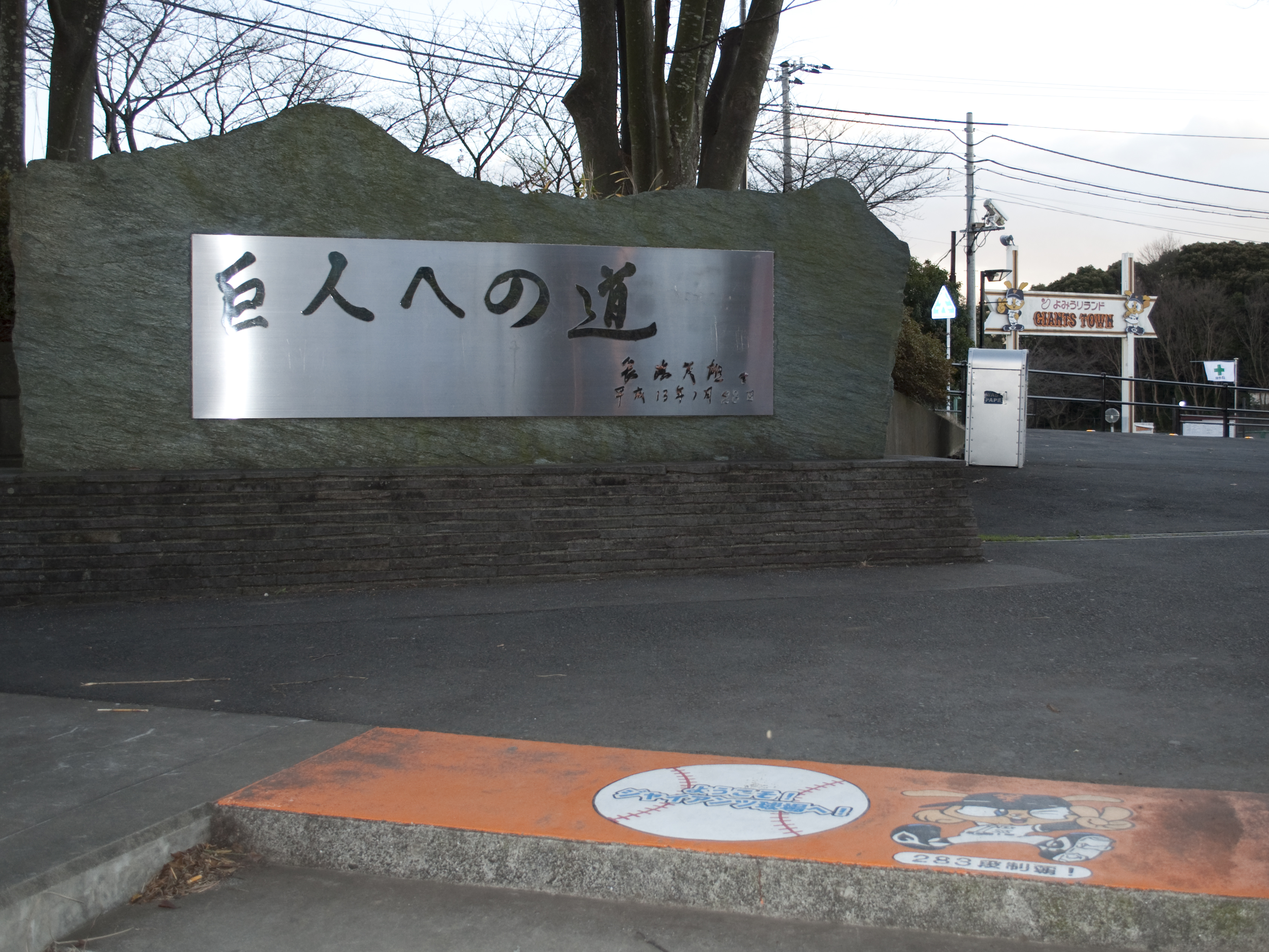
「巨人への道」石標（2009年12月）

最寄り駅は京王相模原線の京王よみうりランド駅か、小田急小田原線の読売ランド前駅。
- 京王よみうりランド駅より小田急バス[読01]系統 （7分）『よみうりランド』下車徒歩10分
- 京王よみうりランド駅よりiバスよみうりランド丘の湯行き （2分）『巨人軍室内練習場』下車徒歩3分
- 読売ランド駅より小田急バス[読01]系統 （10分）『よみうりランド』下車徒歩10分
- 小田急小田原線新百合ヶ丘駅より小田急バス[新07]系統 （20分）『よみうりランド』下車徒歩10分

京王よみうりランド駅からは2009年に開通した「よみうりV通り」を通るか、「巨人への道」と名づけられている急峻な階段を10分程度登っていくか、駅前から出ているゴンドラ『スカイシャトル』を利用しなくてはならない（なお、スカイシャトルは球場には止まらずよみうりランドの入口まで行くため、そこから10分程度歩く必要がある）。
球場併設の駐車場もあるが、試合のある日は早めに埋まることがある。よみうりランドの駐車場に駐める手法もある。

## その他
設備工事中の事故
2024年1月29日に3塁側の照明塔で更新作業中に部品などが落下し、直下にいた作業員に接触したため作業員が通報した。球団は安全確認ができるまでは工事を中止したが、二軍練習は滞りなく行われた。2月時点では足場を組み工事が再開された。